# Fujiki Ryoi
Ryoi Fujiki (sinh ngày 8 tháng 9 năm 1983) là một cầu thủ bóng đá người Nhật Bản.

## Sự nghiệp câu lạc bộ
Ryoi Fujiki đã từng chơi cho Kawasaki Frontale và YKK AP.